# La Tercera
La Tercera (spanisch: „Die Dritte“) ist eine in Santiago de Chile erscheinende Tageszeitung. Die als mitte-rechts bis rechts eingeordnete Publikation ist im Besitz des chilenischen Medienunternehmens Copesa und neben dem chilenischen Leitmedium El Mercurio die bedeutendste chilenische Tageszeitung. La Tercera gehört dem lateinamerikanischen Zeitungsverband Periódicos Asociados Latinoamericanos, einem Zusammenschluss vierzehn führender Zeitungen Südamerikas an.
Die ebenfalls konservative Tageszeitung El Mercurio gilt als der größte Konkurrent der La Tercera.

## Geschichte

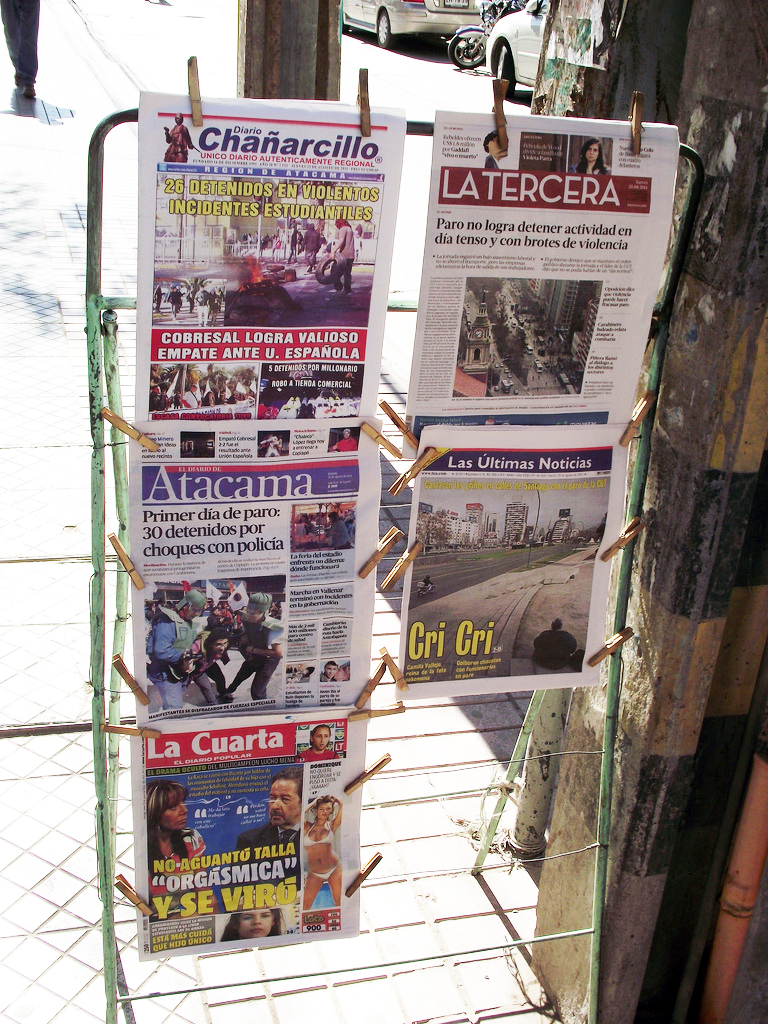
La Tercera neben anderen Tageszeitungen in einem chilenischen Zeitungsständer (2012)

1950 wurde die Zeitung erstmals von der Familie Picó Cañas unter dem Namen La Tercera de la Hora (spanisch: „Die Dritte der Stunde“) als Abendausgabe der mittlerweile nicht mehr verlegten Tageszeitung La Hora publiziert. In den 1950er-Jahren wurde die Erscheinungsweise auf morgens geändert, der Namensbestandteil „La Hora“ entfiel.
Bis 1965 war La Tercera mit der Partido Radical verbunden. 1970 zählte die Zeitung zu den Kritikern der Regierung Salvador Allendes und zeigte eine positive Haltung gegenüber dem Putsch in Chile 1973. Neben El Mercurio und La Nación zählte La Tercera zu den wichtigsten Fürsprechern des Militärregimes von Augusto Pinochet. Pinochets Verhaftung 1998 verurteilte La Tercera beispielsweise als „Verletzung des Völkerrechts und der Souveränität Chiles“ (spanisch: „lesiona el derecho internacional y la soberanía de Chile“).
Bis 2003 war La Tercera als Boulevardzeitung erschienen. Dann wechselte die Zeitung zum Berliner Format und verwendet seither einen gewählteren Duktus, entwickelte sich so zu einem der beiden einflussreichsten chilenischen Medien. 2004 betrug die Auflage von La Tercera unter der Woche 300.000 Exemplare. Seit 2010 umfasst das Abonnement von La Tercera den internationalen Teil von El País.